# Petr Vitásek
Petr Vitásek (ur. 5 sierpnia 1981 w Ostrawie) – czeski wioślarz, reprezentant Czech w wioślarskiej czwórce podwójnej podczas Letnich Igrzysk Olimpijskich w Pekinie.

## Osiągnięcia
- Mistrzostwa Świata – Mediolan 2003 – czwórka podwójna – 2. miejsce[1].
- Igrzyska Olimpijskie – Ateny 2004 – czwórka bez sternika – 8. miejsce[1].
- Mistrzostwa Świata – Monachium 2007 – czwórka podwójna – 5. miejsce[1].
- Igrzyska Olimpijskie – Pekin 2008 – czwórka podwójna – 10. miejsce[1].
- Mistrzostwa Europy – Ateny 2008 – czwórka podwójna – 4. miejsce[2].
- Mistrzostwa Świata – Poznań 2009 – czwórka podwójna – 11. miejsce[2].
- Mistrzostwa Europy – Montemor-o-Velho 2010 – dwójka podwójna – 3. miejsce[2].